# Hóa vô cơ

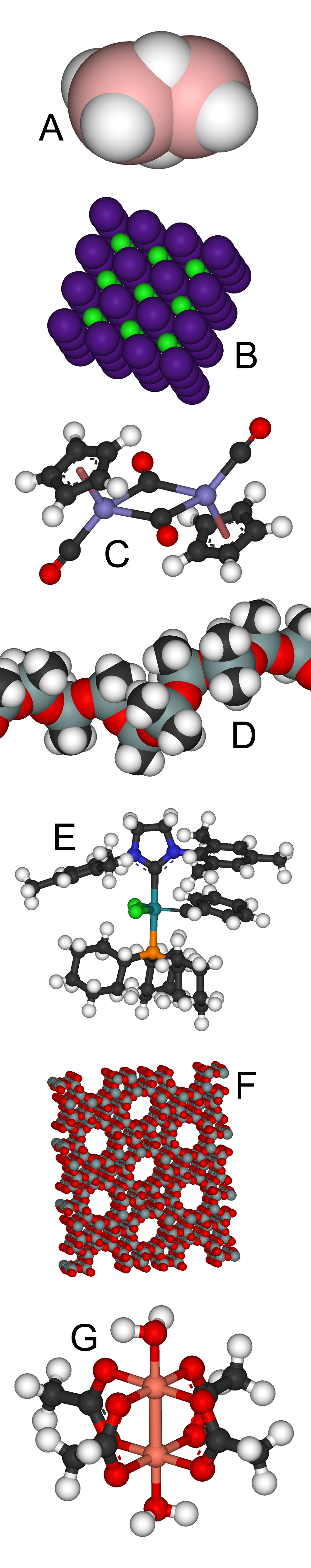
Các hợp chất vô cơ cho thấy sự đa dạng phong phú: A: Diborane có tính năng liên kết bất thường
B: Caesium chloride có cấu trúc tinh thể nguyên mẫu
C: Fp _{2} là một phức hợp nội tạng D: Silicone sử dụng phạm vi từ cấy ghép vú đến Silly Putty
E: Chất xúc tác của Grubbs đã giành giải thưởng Nobel năm 2005 cho người phát hiện ra nó F: Zeolite tìm thấy sử dụng rộng rãi như sàng phân tử
G: Đồng (II) axetat gây ngạc nhiên cho các nhà lý thuyết với tính nghịch từ của nó

Hóa vô cơ liên quan đến tổng hợp và hành vi của các hợp chất vô cơ và cơ kim. Lĩnh vực này bao gồm tất cả các hợp chất hóa học ngoại trừ vô số các hợp chất hữu cơ (hợp chất dựa trên carbon, thường chứa liên kết CH), là các đối tượng của hóa học hữu cơ. Sự khác biệt giữa hai ngành không phải là tuyệt đối, vì có nhiều sự chồng chéo trong phân ngành hóa học cơ kim. Nó có ứng dụng trong mọi khía cạnh của ngành hóa chất, bao gồm xúc tác, khoa học vật liệu, chất màu, chất hoạt động bề mặt, lớp phủ, thuốc, nhiên liệu và nông nghiệp.

## Khái niệm chính

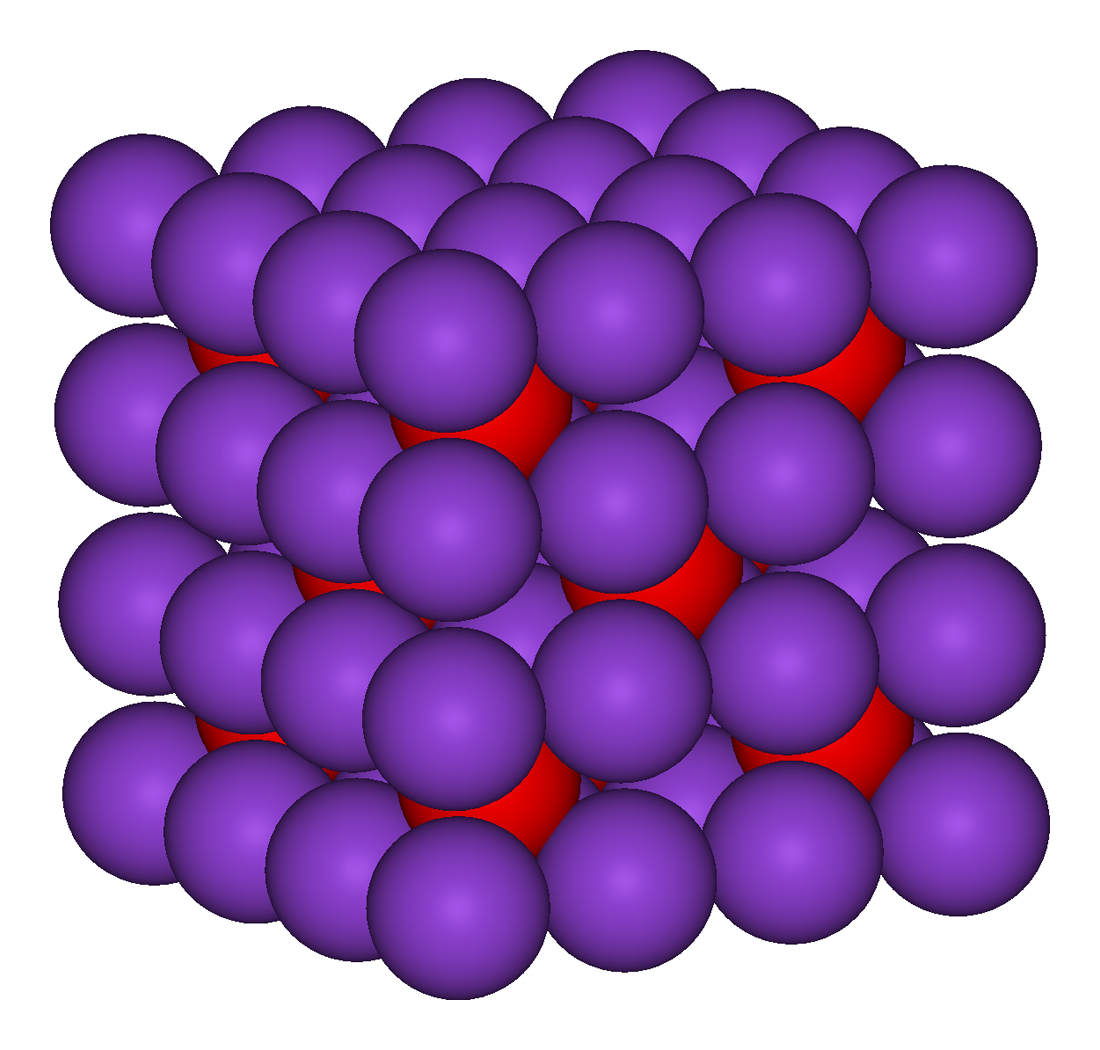
Cấu trúc của khung ion trong kali oxit, K _{2} O

Nhiều hợp chất vô cơ là các hợp chất ion, bao gồm các cation và anion được nối bằng liên kết ion. Ví dụ về muối (là hợp chất ion) là magiê chloride MgCl 2, bao gồm các cation magiê Mg2+ và anion chloride Cl-; hoặc natri oxit Na2O, bao gồm các cation natri Na+ và các anion oxit O2−. Trong bất kỳ loại muối nào, tỷ lệ của các ion sẽ làm các ion dương và âm trung hòa, do đó hợp chất khối là trung hòa về điện. Các ion được mô tả bởi trạng thái oxy hóa của chúng và sự dễ hình thành của chúng có thể được suy ra từ tiềm năng ion hóa (đối với cation) hoặc từ ái lực điện tử (anion) của các nguyên tố gốc.
Các lớp quan trọng của các hợp chất vô cơ là các oxit, cacbonat, sunfat và halide. Nhiều hợp chất vô cơ được đặc trưng bởi các điểm nóng chảy cao. Muối vô cơ thường là chất dẫn kém ở trạng thái rắn. Các tính năng quan trọng khác bao gồm điểm nóng chảy cao của chúng và dễ dàng kết tinh. Trong đó một số muối (ví dụ NaCl) rất hòa tan trong nước, một số khác (ví dụ FeS) thì không.
Phản ứng vô cơ đơn giản nhất là sự dịch chuyển kép khi trộn hai muối, các ion bị tráo đổi mà không thay đổi trạng thái oxy hóa. Trong các phản ứng oxy hóa khử, một chất phản ứng, chất oxy hóa, làm giảm trạng thái oxy hóa của nó và chất phản ứng khác, chất khử, có trạng thái oxy hóa tăng. Kết quả cuối cùng là sự trao đổi điện tử. Trao đổi điện tử cũng có thể xảy ra gián tiếp, ví dụ trong pin, một khái niệm quan trọng trong điện hóa học.
Khi một chất phản ứng có chứa các nguyên tử hydro, một phản ứng có thể xảy ra bằng cách trao đổi các proton trong hóa học axit-base. Trong một định nghĩa chung hơn, bất kỳ phân tử hóa học nào có khả năng liên kết với các cặp electron đều được gọi là axit Lewis; ngược lại, bất kỳ phân tử nào có xu hướng tặng electron đều được gọi là base Lewis. Là một sàng lọc của các tương tác axit-base, lý thuyết HSAB tính đến độ phân cực và kích thước của các ion.
Các hợp chất vô cơ được tìm thấy trong tự nhiên dưới dạng khoáng chất. Đất có thể chứa sắt sulfide dưới dạng pyrite hoặc calci sulfate dưới dạng thạch cao. Các hợp chất vô cơ cũng được tìm thấy đa nhiệm dưới dạng các phân tử sinh học: dưới dạng điện phân (natri chloride), trong dự trữ năng lượng (ATP) hoặc trong xây dựng (xương sống polyphosphate trong DNA).
Hợp chất vô cơ nhân tạo quan trọng đầu tiên là ammoni nitrat để bón cho đất thông qua quy trình Haber. Các hợp chất vô cơ được tổng hợp để sử dụng làm chất xúc tác như vanadi (V) oxit và titan (III) chloride, hoặc làm thuốc thử trong hóa học hữu cơ như nhôm lithi hydride.
Phân ngành hóa học vô cơ là hóa học cơ kim, hóa học cụm và hóa học sinh học vô cơ. Những lĩnh vực này là lĩnh vực nghiên cứu tích cực trong hóa học vô cơ, nhằm vào các chất xúc tác mới, chất siêu dẫn và liệu pháp y học.

### Hóa vô cơ công nghiệp
Hóa vô cơ là một lĩnh vực thực tiễn cao của khoa học. Theo truyền thống, quy mô của nền kinh tế của một quốc gia có thể được đánh giá bằng năng suất axit sunfuric của họ. 20 hóa chất vô cơ hàng đầu được sản xuất tại Canada, Trung Quốc, Châu Âu, Ấn Độ, Nhật Bản và Hoa Kỳ (dữ liệu năm 2005): nhôm sunfat, amonia, ammoni nitrat, ammoni sulfat, muội than, clo, axit hydrochloric, hydro, hydro peroxide, axit nitric, nitơ, oxy, axit phosphorric, natri cacbonat, natri clorat, natri hydroxide, natri silicat, natri sunfat, axit sunfuric và titan dioxide.
Sản xuất phân bón là một ứng dụng thực tế khác của hóa học vô cơ công nghiệp.

## Hóa học vô cơ mô tả
Hóa học vô cơ mô tả tập trung vào việc phân loại các hợp chất dựa trên tính chất của chúng. Một phần phân loại tập trung vào vị trí trong bảng tuần hoàn của nguyên tố nặng nhất (nguyên tố có trọng lượng nguyên tử cao nhất) trong hợp chất, một phần bằng cách nhóm các hợp chất bởi sự tương đồng về cấu trúc của chúng.
Phân loại hóa học vô cơ:

### Hợp chất phối hợp

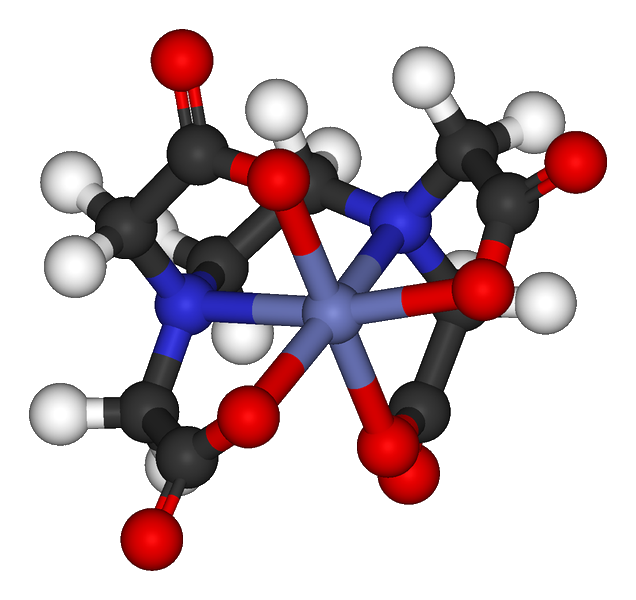
EDTA chelate một ion Co ^{3+} phân bố theo hình bát giác trong [Co (EDTA)] ^{-}

Các hợp chất phối trí cổ điển có các kim loại liên kết với " các cặp đơn độc " của các electron nằm trong nhóm nguyên tử chính của các phối tử như H 2 O, NH 3, Cl - và CN -. Trong các hợp chất phối hợp hiện đại, hầu hết các hợp chất hữu cơ và vô cơ có thể được sử dụng làm phối tử. "Kim loại" thường là kim loại từ các nhóm 3-13, cũng như các nguyên tố lanthan và  actini, nhưng từ một góc độ nhất định, tất cả các hợp chất hóa học có thể được mô tả là phức hợp phối hợp.
Cấu trúc lập thể của các phức hợp phối hợp có thể khá phong phú, như được gợi ý bởi sự phân tách của Werner của hai chất đối kháng của [Co((OH)2Co (NH3)4)3] 6+, một minh chứng ban đầu rằng tính chirality không phải là hợp chất hữu cơ. Một chủ đề trong chuyên ngành này là hóa học phối hợp siêu phân tử.
Ví dụ: [Co (EDTA)] -, [Co (NH3)6] 3+, TiCl 4 (THF) 2.

### Hợp chất nhóm chính

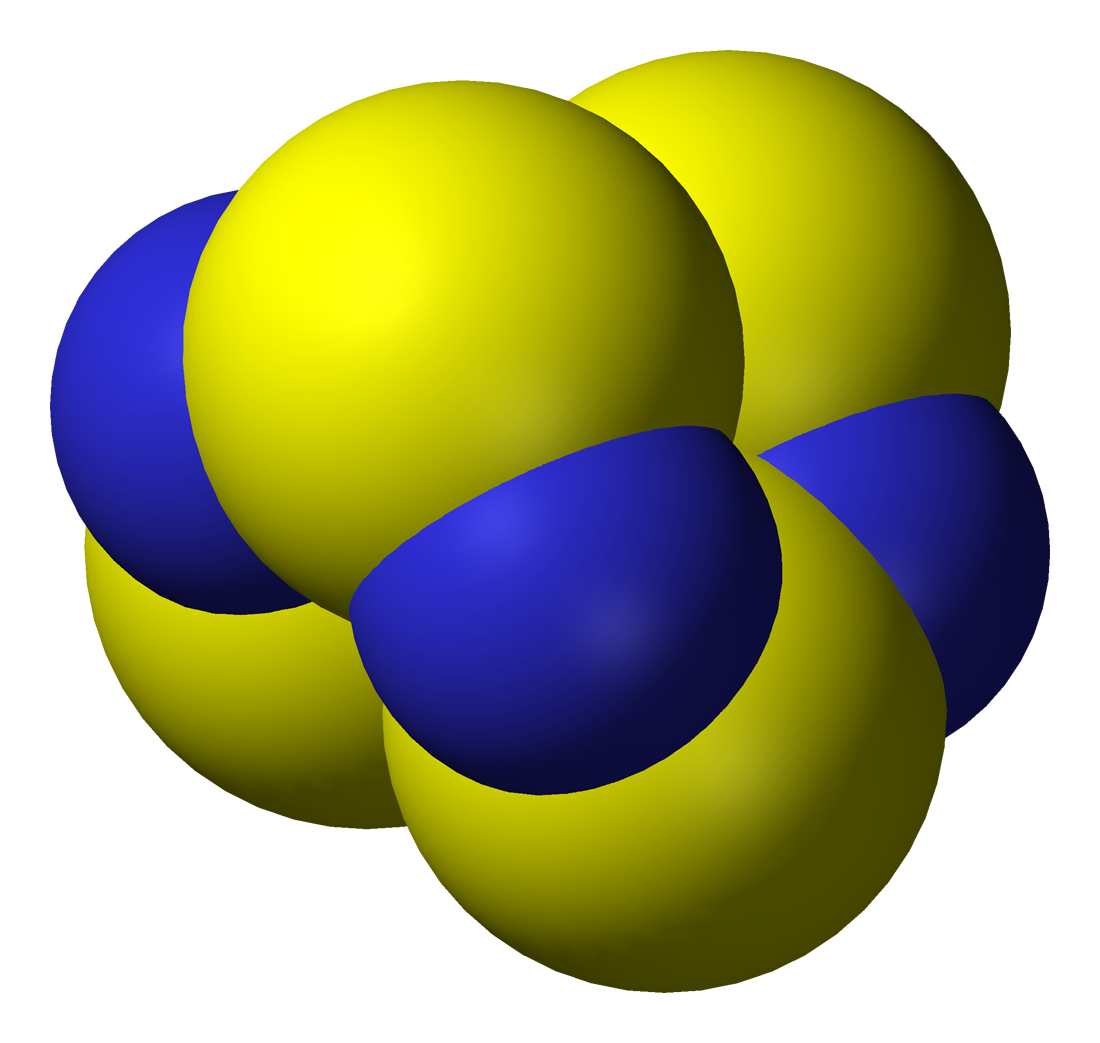
Tetrasulfur tetranitride, S _{4} N _{4}, là một hợp chất nhóm chính tiếp tục gây tò mò cho các nhà hóa học

Những hợp chất này có các yếu tố từ các nhóm I, II, III, IV, V, VI, VII, 0 (không bao gồm hydro) của bảng tuần hoàn. Do khả năng phản ứng thường tương tự nhau, các yếu tố trong nhóm 3 (Sc, Y và La) và nhóm 12 (Zn, Cd và Hg) cũng thường được bao gồm, và đôi khi cả lanthanide và actinide cũng được đưa vào.
Các hợp chất nhóm chính đã được biết đến từ khi bắt đầu hóa học, ví dụ, lưu huỳnh nguyên tố và phosphor trắng chưng cất. Các thí nghiệm về oxy, O2, của Lavoisier và Priestley không chỉ xác định được một loại khí diatomic quan trọng, mà còn mở đường cho việc mô tả các hợp chất và phản ứng theo tỷ lệ cân bằng hóa học. Phát hiện tổng hợp amonia thực tế sử dụng chất xúc tác sắt của Carl Bosch và Fritz Haber vào đầu những năm 1900 đã tác động sâu sắc đến nhân loại, chứng tỏ tầm quan trọng của tổng hợp hóa học vô cơ. Các hợp chất nhóm chính điển hình là SiO2, SnCl4 và N2O. Nhiều hợp chất nhóm chính cũng có thể được phân loại là nhóm organometallic, vì chúng có chứa các nhóm hữu cơ, ví dụ B (CH3)3). Các hợp chất nhóm chính cũng xảy ra trong tự nhiên, ví dụ, phosphat trong DNA và do đó có thể được phân loại là chất sinh học. Ngược lại, các hợp chất hữu cơ thiếu (nhiều) phối tử hydro có thể được phân loại là vô cơ, chẳng hạn như fullerene, buckytubes và oxit carbon nhị phân.
Ví dụ: tetrasulfur tetranitride S4N4, diborane B2H6, silicones, buckminsterfullerene C60.

### Các hợp chất kim loại chuyển tiếp
Các hợp chất chứa kim loại từ nhóm 4 đến 11 được coi là hợp chất kim loại chuyển tiếp. Các hợp chất với kim loại từ nhóm 3 hoặc 12 đôi khi cũng được kết hợp vào nhóm này, nhưng cũng thường được phân loại là hợp chất nhóm chính.
Các hợp chất kim loại chuyển tiếp cho thấy một hóa học phối hợp phong phú, thay đổi từ tứ diện cho titan (ví dụ TiCl4) sang mặt phẳng vuông cho một số phức niken đến bát diện cho phức hợp phối của coban. Một loạt các kim loại chuyển tiếp có thể được tìm thấy trong các hợp chất quan trọng về mặt sinh học, chẳng hạn như sắt trong hemoglobin.
Ví dụ: pentacarbonyl sắt, tetrachloride titan, cisplatin.

### Hợp chất cơ kim (organometallic)

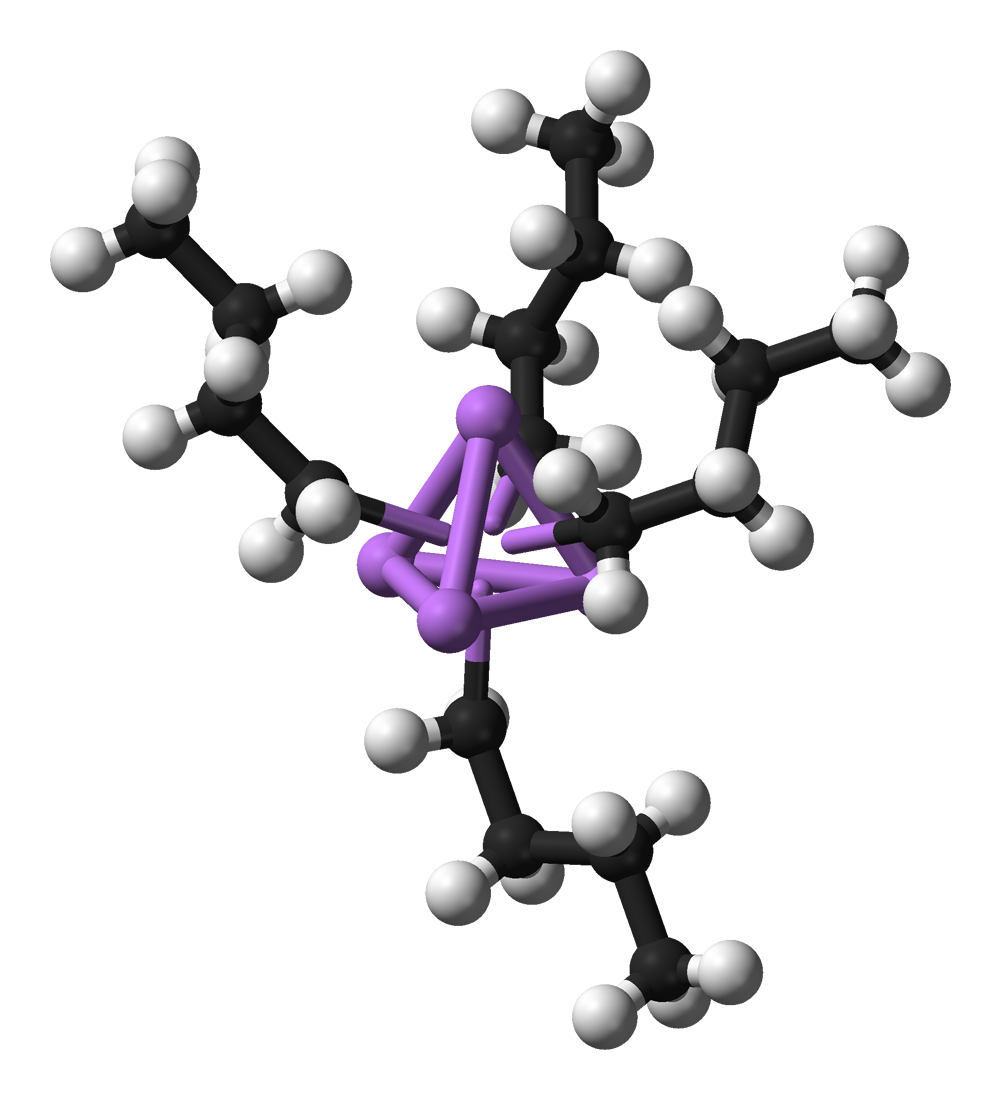
Thuốc thử organolithium thường được tìm thấy ở dạng polyme, chẳng hạn như n -butyllithium được hiển thị ở đây

Thông thường, các hợp chất organometallic được coi là có chứa nhóm M-C-H. Kim loại (M) trong các loài này có thể là nguyên tố nhóm chính hoặc kim loại chuyển tiếp. Về mặt vận hành, định nghĩa của một hợp chất organometallic thoải mái hơn bao gồm cả các phức hợp lipophilic cao như carbonyl kim loại và thậm chí cả các kim loại alkoxit.
Các hợp chất organometallic chủ yếu được coi là một loại đặc biệt vì các phối tử hữu cơ thường nhạy cảm với quá trình thủy phân hoặc oxy hóa, đòi hỏi hóa học organometallic sử dụng các phương pháp chuẩn bị chuyên biệt hơn so với truyền thống trong các phức loại Werner. Phương pháp tổng hợp, đặc biệt là khả năng điều khiển các phức trong dung môi có công suất phối hợp thấp, cho phép khám phá các phối tử rất yếu như hydrocarbon, H2 và N2. Bởi vì các phối tử là hóa dầu trong một số ý nghĩa, lĩnh vực hóa học cơ kim đã được hưởng lợi rất nhiều từ sự liên quan của nó với ngành công nghiệp.
Ví dụ: Cyclopentadienyliron dicarbonyl dimer (C5H5)Fe(CO)2CH3, Ferrocene Fe (C5H5)2, Molybdenum hexacarbonyl Mo(CO)6, Diborane B2H6, Tetrakis (triphenyl)) Pd [P (C6H5)3]4

## Phân loại phản ứng hóa học trong hóa vô cơ
Có thể chia các phản ứng hóa học trong hóa vô cơ thành hai loại là phản ứng không có sự thay đổi số oxy hóa và phản ứng có sự thay đổi số oxy hóa.

### Phản ứng không thay đổi số oxy hóa
- Phản ứng hóa hợp là phản ứng tạo thành một chất mới từ hai chất khác nhau. Ví dụ: CaO + CO2 → CaCO3
- Phản ứng phân hủy là trong đó 1 chất bị phân tích thành 2 hay nhiều chất khác nhau. Ví dụ: CaCO3 → CaO + CO2
- Phản ứng thế là phản ứng giữa một kim loại mạnh với một muối của kim loại yếu hơn, trong đó nguyên tử kim loại mạnh này thay thế kim loại yếu.                                          Ví dụ: Fe + CuCl2 →  FeCl2 + Cu
- Phản ứng trao đổi trong dung dịch các chất điện ly là phản ứng giữa các ion dương (cation) với các ion âm (anion) tạo thành các chất kết tủa, chất dễ bay hơi và các chất điện ly yếu. Ví dụ: AgNO3 + NaCl → NaNO3 + AgCl

Phản ứng trao đổi bao gồm các phản ứng sau:
1. Phản ứng trung hòa giữa axit và base. Ví dụ: NaOH + HCl {\displaystyle \longrightarrow } NaCl + H2O
2. Phản ứng thủy phân là phản ứng của một muối (trong thành phần có gốc axit yếu hay base yếu) với nước trong đó gốc axit yếu kết hợp với ion H+ tạo thành axit yếu này và gốc base yếu kết hợp với ion OH- tạo thành base yếu này.

### Phản ứng có thay đổi số oxy hóa
- Phản ứng oxy hóa - khử là phản ứng trong đó có sự trao đổi electron giữa một chất khử (chất cho electron) với một chất oxy hóa (chất nhận electron).

Ví dụ 1:    2H2 + O2 → 2H2O
Ví dụ 2:    Fe + 6HNO3 → Fe(NO3)3 + 3H2O + 3NO2

## Các nhánh của hóa vô cơ
Các nhánh chính của hóa vô cơ bao gồm:
- Khoáng chất như muối, silicát, đá,...
- Kim loại và hợp kim như sắt, đồng, nhôm, thép, gang,...
- Các hợp chất của các nguyên tố á kim như oxy, nitơ, phosphor, clo,... Ví dụ: nước (H2O), axít sunphuríc (H2SO4),...
- Các phức chất của kim loại, ví dụ [NiCl4]2-
- Tổng hợp vô cơ
- Xúc tác vô cơ
- Hóa phóng xạ
- Sinh học vô cơ